# ثوم شاحب
الثوم الشاحب (باللاتينية: Allium pallens) نوع نباتي عشبي يتبع جنس الثوم من الفصيلة الثومية.

## الموئل والانتشار
ينتشر في بلاد الشام والمغرب العربي وتركيا والقوقاز واليونان ومقدونيا وصربيا والجبل الأسود والبوسنة وكرواتيا وسلوفينيا وإيطاليا وفرنسا وإسبانيا والبرتغال.